# Oblastní hokejové soutěže 1958/1959
Československé oblastní soutěže ledního hokeje 1958/1959 byla třetí nejvyšší hokejovou soutěží na území Československa.

## Systém soutěže
Soutěž se byla rozdělena do 8 skupin po 6 účastnících. Ve skupinách se všechny kluby utkaly každý s každým (celkem 10 kol). Vítězové jednotlivých skupin postoupili do 2. ligy. Tři nejhorší týmy z každé skupiny sestoupily do krajského přeboru.

### Skupina A
| Poř. | Tým                           | Z  | V | R | P | VB | OB | B  |
| ---- | ----------------------------- | -- | - | - | - | -- | -- | -- |
| 1.   | TJ Spartak Praha Sokolovo "B" | 10 | 8 | 0 | 2 | 50 | 17 | 16 |
| 2.   | TJ Dynamo České Budějovice    | 10 | 6 | 0 | 4 | 36 | 28 | 12 |
| 3.   | TJ Spartak Jihlava            | 10 | 5 | 2 | 3 | 35 | 31 | 12 |
| 4.   | TJ Tatran Hluboká nad Vltavou | 10 | 3 | 2 | 5 | 33 | 42 | 8  |
| 5.   | TJ Sokol Okříšky              | 10 | 3 | 1 | 6 | 36 | 39 | 7  |
| 6.   | TJ Spartak Pelhřimov          | 10 | 2 | 1 | 7 | 32 | 65 | 5  |

### Skupina B
| Poř. | Tým                               | Z  | V | R | P | VB | OB | B  |
| ---- | --------------------------------- | -- | - | - | - | -- | -- | -- |
| 1.   | TJ Tatran Horní Bříza             | 10 | 8 | 1 | 1 | 52 | 24 | 17 |
| 2.   | TJ Spartak Holoubkov              | 10 | 7 | 0 | 3 | 60 | 25 | 14 |
| 3.   | TJ Spartak Rožmitál pod Třemšínem | 10 | 7 | 0 | 3 | 56 | 39 | 14 |
| 4.   | TJ Baník Příbram                  | 10 | 3 | 2 | 5 | 28 | 43 | 8  |
| 5.   | TJ Baník Sokolov                  | 10 | 2 | 1 | 7 | 30 | 63 | 5  |
| 6.   | TJ VTŽ Chomutov "B"               | 10 | 2 | 1 | 7 | 30 | 63 | 5  |

### Skupina C
| Poř. | Tým                            | Z  | V | R | P | VB | OB | B  |
| ---- | ------------------------------ | -- | - | - | - | -- | -- | -- |
| 1.   | TJ Juta Dvůr Králové nad Labem | 10 | 6 | 1 | 3 | 51 | 38 | 13 |
| 2.   | TJ Lokomotiva Turnov           | 10 | 6 | 0 | 4 | 45 | 34 | 12 |
| 3.   | TJ Jiskra Úpice                | 10 | 6 | 0 | 4 | 31 | 31 | 12 |
| 4.   | TJ Jiskra Lovosice             | 10 | 4 | 1 | 5 | 41 | 34 | 9  |
| 5.   | TJ Spartak Tatra Smíchov "B"   | 10 | 3 | 1 | 6 | 41 | 55 | 7  |
| 6.   | TJ Spartak Ústí nad Labem      | 10 | 3 | 1 | 6 | 37 | 54 | 7  |

### Skupina D
| Poř. | Tým                          | Z  | V | R | P | VB | OB | B  |
| ---- | ---------------------------- | -- | - | - | - | -- | -- | -- |
| 1.   | TJ Dynamo Praha              | 10 | 8 | 1 | 1 | 59 | 22 | 17 |
| 2.   | TJ SONP Kladno "B"           | 10 | 8 | 1 | 1 | 60 | 27 | 17 |
| 3.   | TJ Jiskra Starý Kolín        | 10 | 5 | 0 | 5 | 38 | 43 | 10 |
| 4.   | TJ Spartak Brandýs nad Labem | 10 | 4 | 0 | 6 | 45 | 58 | 8  |
| 5.   | TJ VCHZ Pardubice            | 10 | 3 | 0 | 7 | 36 | 48 | 6  |
| 6.   | TJ Sokol Toušeň              | 10 | 1 | 0 | 9 | 32 | 72 | 2  |

### Skupina E
| Poř. | Tým                     | Z  | V | R | P | VB | OB | B  |
| ---- | ----------------------- | -- | - | - | - | -- | -- | -- |
| 1.   | VTJ Dukla Opava         | 10 | 9 | 0 | 1 | 60 | 22 | 18 |
| 2.   | TJ VŽKG Ostrava "B"     | 10 | 7 | 1 | 2 | 52 | 27 | 15 |
| 3.   | TJ Rudá hvězda Brno "B" | 10 | 5 | 0 | 5 | 40 | 58 | 10 |
| 4.   | TJ Meopta Přerov        | 10 | 2 | 3 | 5 | 55 | 60 | 7  |
| 5.   | TJ Sokol Těšetice       | 10 | 2 | 2 | 6 | 30 | 71 | 6  |
| 6.   | TJ Spartak Boskovice    | 10 | 2 | 0 | 8 | 30 | 58 | 4  |

### Skupina F
| Poř. | Tým                         | Z  | V | R | P | VB | OB | B  |
| ---- | --------------------------- | -- | - | - | - | -- | -- | -- |
| 1.   | TJ Gottwaldov               | 10 | 9 | 0 | 1 | 70 | 25 | 18 |
| 2.   | TJ Slovan Hodonín           | 10 | 7 | 1 | 2 | 52 | 27 | 15 |
| 3.   | TJ Spartak Zbrojovka Vsetín | 10 | 5 | 1 | 4 | 46 | 42 | 11 |
| 4.   | VTJ Dukla Olomouc           | 10 | 3 | 2 | 5 | 30 | 42 | 8  |
| 5.   | TJ Spartak Královo Pole "B" | 10 | 2 | 2 | 6 | 35 | 57 | 6  |
| 6.   | TJ Jiskra Staré Město       | 10 | 0 | 2 | 8 | 33 | 73 | 2  |

### Skupina G
| Poř. | Tým                          | Z | V | R | P | VB | OB | B  |
| ---- | ---------------------------- | - | - | - | - | -- | -- | -- |
| 1.   | TJ Dynamo Energia Bratislava | 8 | 6 | 1 | 1 | 50 | 22 | 3  |
| 2.   | VTJ Dukla Zvolen             | 8 | 5 | 2 | 1 | 51 | 31 | 12 |
| 3.   | TJ Dynamo Bernolákovo        | 8 | 4 | 1 | 3 | 26 | 21 | 9  |
| 4.   | VTJ Dukla Nitra              | 8 | 2 | 2 | 4 | 30 | 36 | 6  |
| 5.   | TJ Radvaň                    | 8 | 0 | 0 | 8 | 16 | 63 | 0  |
| 6.   | TJ Slávia VŠ Bratislava "B"  | 0 | 0 | 0 | 0 | 0  | 0  | 0  |

- TJ Slávia VŠ Bratislava "B" byla v průběhu soutěže vyloučena.

### Skupina H
| Poř. | Tým                             | Z  | V  | R | P | VB  | OB | B  |
| ---- | ------------------------------- | -- | -- | - | - | --- | -- | -- |
| 1.   | TJ Tatran Prešov                | 10 | 10 | 0 | 0 | 111 | 33 | 20 |
| 2.   | TJ Dynamo Spišské Podhradie     | 10 | 6  | 1 | 3 | 49  | 45 | 13 |
| 3.   | TJ Slavoj Sabinov               | 10 | 5  | 1 | 4 | 55  | 41 | 11 |
| 4.   | DŠO Lokomotíva Spišská Nová Ves | 10 | 3  | 1 | 6 | 37  | 50 | 7  |
| 5.   | TJ Slovan Vysoké Tatry          | 10 | 3  | 0 | 7 | 46  | 79 | 6  |
| 6.   | TJ Spartak Martin               | 10 | 1  | 1 | 8 | 13  | 63 | 3  |